# بیماری سندهوف
بیماری سندهوف یا بیماری سندهوف-جاتزکویتز (به انگلیسی: Sandhoff Disease یا Sandhoff-Jatzkewitz) که با نام‌های واریانت 0 گانگلیوزیدوز-GM2 و کمبود هگزوزآمیناز A و B نیز خوانده می‌شود، نوعی بیماری ذخیره‌ای است.
این بیماری از نظر علائم بالینی از بیماری تی-ساکس غیرقابل افتراق می‌باشد.

## علائم بالینی
- بین ۴ تا ۹ ماهگی با بروز علائم ضعف حرکتی و کاهش تونوس عضلانی، ظاهر عروسکی صورت مانند بیماری تی-ساکس، از دست دادن مهارتهای یادگیری شده، لکه قرمز آلبالویی در ماکولا، کوری پیشرونده و آتروفی عصب بینایی، افزایش حساسیت شنوایی، بزرگی سر، تشنج، اسپاستیسیتی، بدتر شدن وضعیت مغزی و رژیدیتی دسربره، کوری کامل، تغذیه به کمک لوله بینی-معدی و بزرگی کبد و بزرگی طحال در برخی از بیماران است و مرگ بین سنین یک تا چهار به دنبال برونکوپنومونی یا آسپیراسیون رخ می‌دهد.
- نوع نوجوانی تحت حاد یا نوع مزمن یا بزرگسالی: معمولاً بین ۲ تا ۱۰ سالگی با عدم تعادل و هماهنگی، رقصاک، آتتوز یا دیستونی، دژنره شدن پیشرونده عصبی، تشنج، اسپاستیسیتی، لکه قرمز آلبالویی احتمالی در ماکولا یا رتینیت پیگمنتوزا و آتروفی عصب بینایی تظاهر می‌کند. بیمار تا ۱۵ سالگی کور و دسربره شده و کمی بعد از آن مرگ رخ می‌دهد. در نوع بزرگسالی علائم روانی، عدم تعادل و دیزآرتری با پیشرفت بسیار آهسته بیماری دیده می‌شود.

## مشخصات
این بیماری ناشی از نقص در آنزیمهای هگزوزآمینیداز A و B در نتیجه وراثت اتوزوم مغلوب پدید می آید و از یک مورد در هر ۳۰۰ هزار تولد، زنده می مانند.

## روش تشخیص
- بررسی آنزیم: در فیبروبلاستها و گلبولهای سفید.
- کروماتوگرافی لایه نازک ادرار: برای الیگوساکاریدها مثبت است.
- در سی تی اسکن مغز: علامت سبیل ترکی دیده می‌شود.

## درمان
درمان حمایتی است. درمان با میگلوستات ممکن است بعنوان مهارکننده
تولید سوبسترا مفید باشد.

## نگارخانه

## آزمون تشخیص قبل از تولد
بررسی آنزیم در آمنیوسیتهای کشت شده.